# カルコゲン間化合物
カルコゲン間化合物（かるこげんかんかごうぶつ）とは、カルコゲン（第16族元素）が互いに反応したものである。
カルコゲンには、極度に電気陰性度が陽性の元素も（最も陰性の高い元素である）フッ素ほど陰性の元素も含まれないが、カルコゲンの中で電気陰性度が最高のもの（酸素 = 3.44）と最低のもの（ポロニウム = 2.0）の間には大きな差がある。重いカルコゲンほど金属性が強くなる（酸素はガス状の非金属、一方ポロニウムは銀白色のポスト遷移金属）ことから、カルコゲン間化合物は共有結合、イオン結合、金属結合および半金属性と様々な結合をとる。

## カルコゲン間化合物
| O  | O2, O3, O4, O8          | S                      |                    |        |     |
| S  | S2O, SO, S2O2, SO2, SO3 | S2, S3, S6, S7, S8, S∞ | Se                 |        |     |
| Se | SeO2, SeO3              | SexSy                  | Se6, Se7, Se8, Se∞ | Te     |     |
| Te | TeO, TeO2, TeO3, Te2O5  | TexSy                  | TexSey             | Te∞    | Po  |
| Po | PoO, PoO2, PoO3         | PoS                    | PoxSey             | PoxTey | Po∞ |

## カルコゲン間化合物の結合
上記表中下へ行くほど、共有結合 (分子)からイオン結合となる。表中横へ行くと、イオン結合から金属結合となる(両元素が類似の高電気陰性度である場合、共有結合となる。2つの元素が全く異なる電気陰性度、すなわち一元素が低くもう片方が高い場合、イオン結合となる。元素が同程度に低い電気陰性度の場合、金属結合となる) 。例えば、いちばん左の枠で(酸素との結合で)、O2とO3は純共有結合であり、SO2とSO3は極性分子となる。SeO2は、鎖状の重合体(一方向にのみ伸びる)となり、TeO2は層状の重合体(2方向二伸びる)、PoO2はイオン蛍石構造(空間重合体、三方向に伸びる)である。一番下の並びで(ポロニウムとの結合で)、PoO2とPoSはイオン結合、PoxSeyとPoxTeyは半金属、Po∞は金属となる。

## カルコゲン間化合物要約

### 硫黄カルコゲナイド

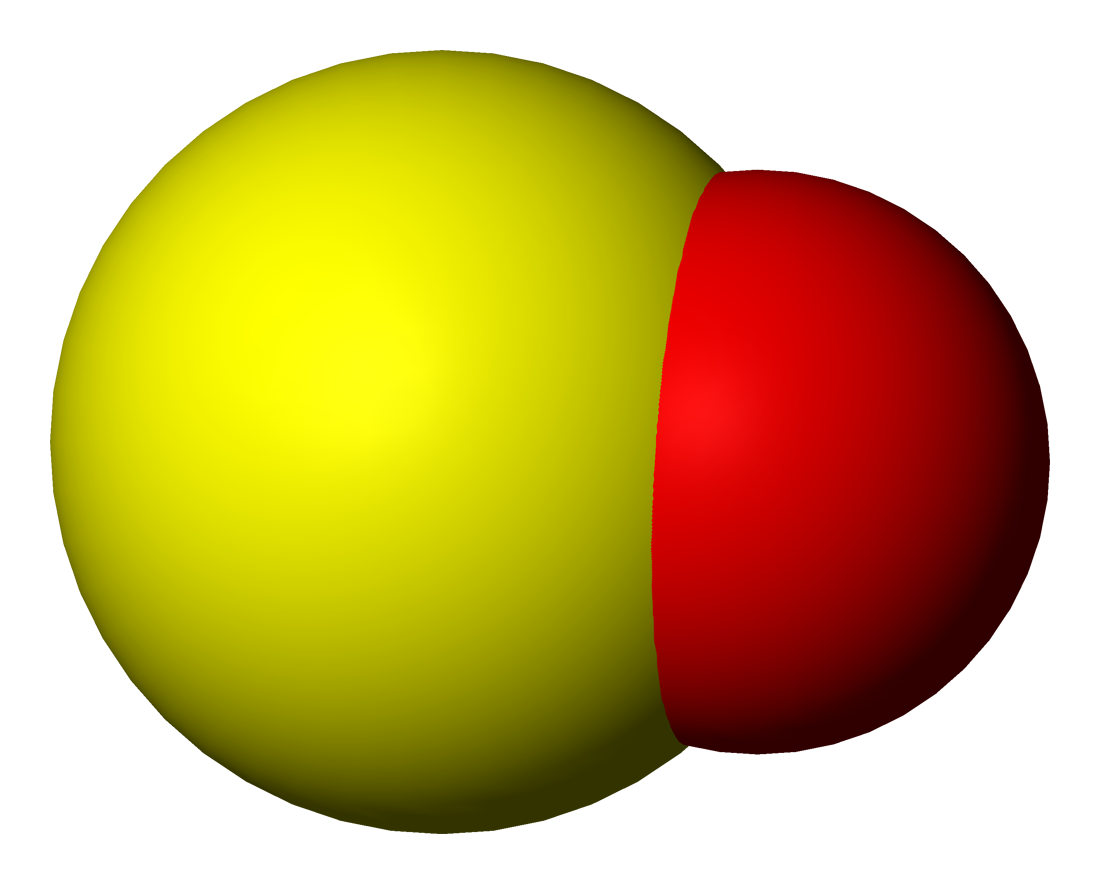
一酸化硫黄の分子構造.

- 低酸化硫黄（英語版）, SxOy X:Y比は1:2より大きい
- 酸化二硫黄, S2O
- 二酸化二硫黄（英語版）, S2O2
- 一酸化硫黄, SO
- 二酸化硫黄, SO2
- 三酸化硫黄, SO3
- 高酸化硫黄, SOx x>3

### セレンカルコゲナイド
- 二酸化セレン, SeO2
- 三酸化セレン, SeO3

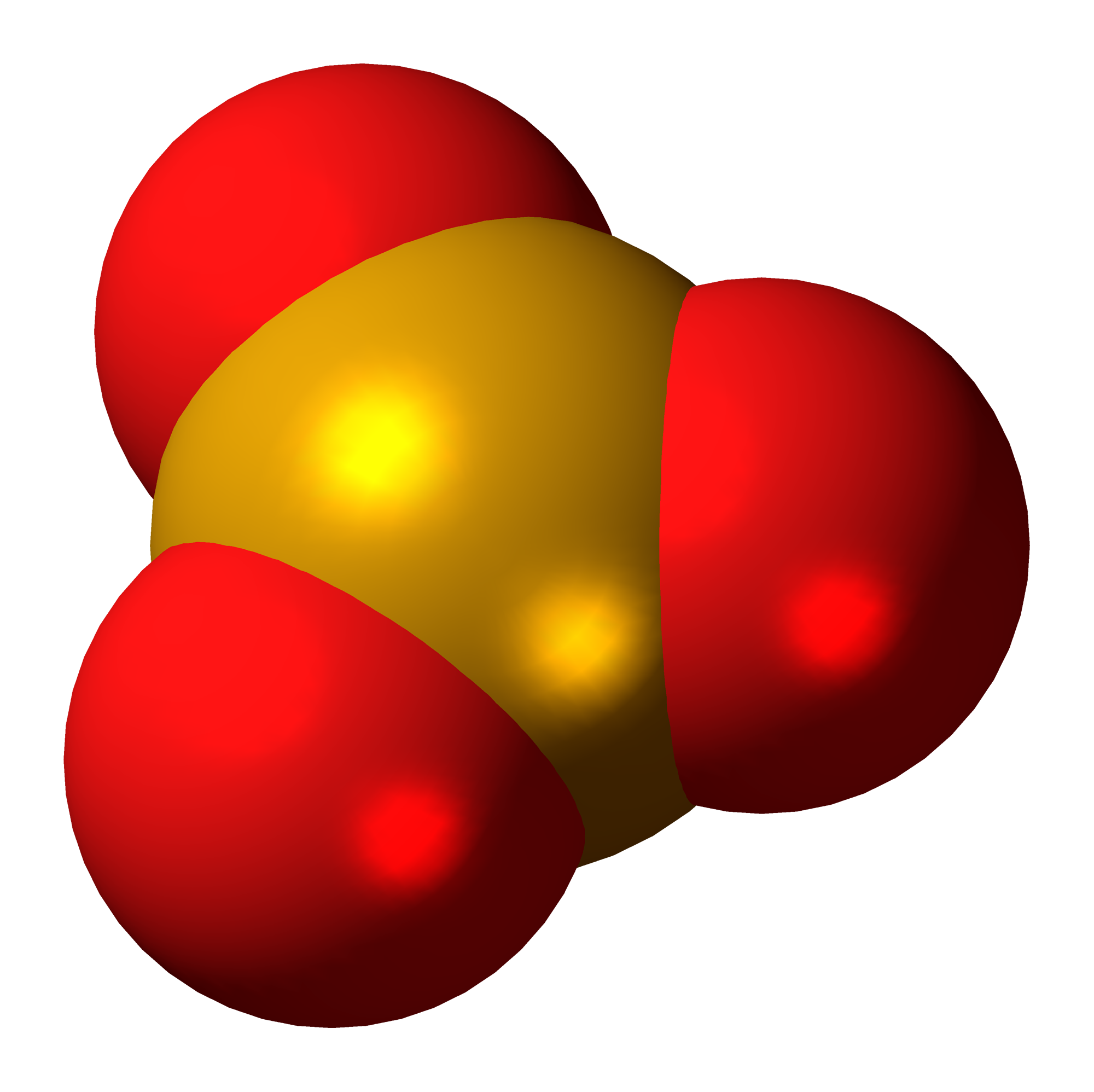
三酸化セレンの分子構造.

- セレンと硫黄の様々な濃度の半金属結合"合金", SexSy
  - "硫化セレン", SeS
  - "二硫化セレン", SeS2,実際には環状-Se3S5と環状-Se2S6の2:1混合物
  - "三硫化セレン（英語版）", SeS3, 実際には環状の二量体Se2S6

### テルルカルコゲナイド
- 一酸化テルル, TeO (不安定な遷移体)
- 二酸化テルル, TeO2
- 三酸化テルル, TeO3
- 五硫化ジテルル, Te2O5[2]

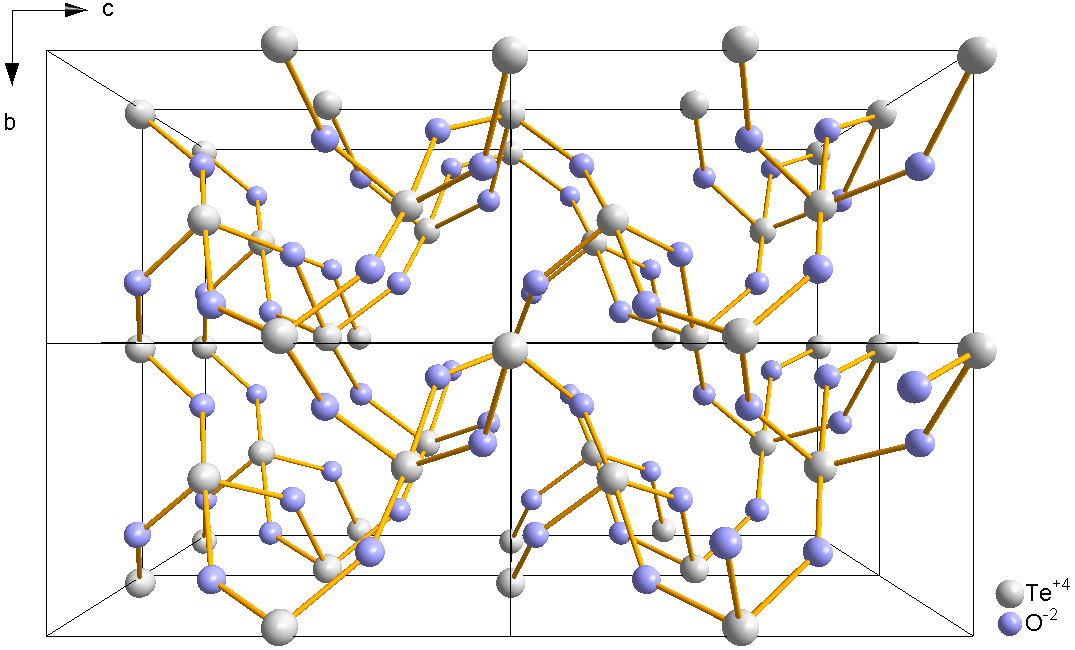
二酸化テルルの結晶構造

- テルルと硫黄の様々な濃度の半金属結合"合金", TexSy
- テルルとセレンの様々な濃度の半金属結合"合金", TexSey

### ポロニウムカルコゲナイド
- 一酸化ポロニウム, PoO
- 二酸化ポロニウム, PoO2
- 三酸化ポロニウム, PoO3
- 硫化ポロニウム, PoS

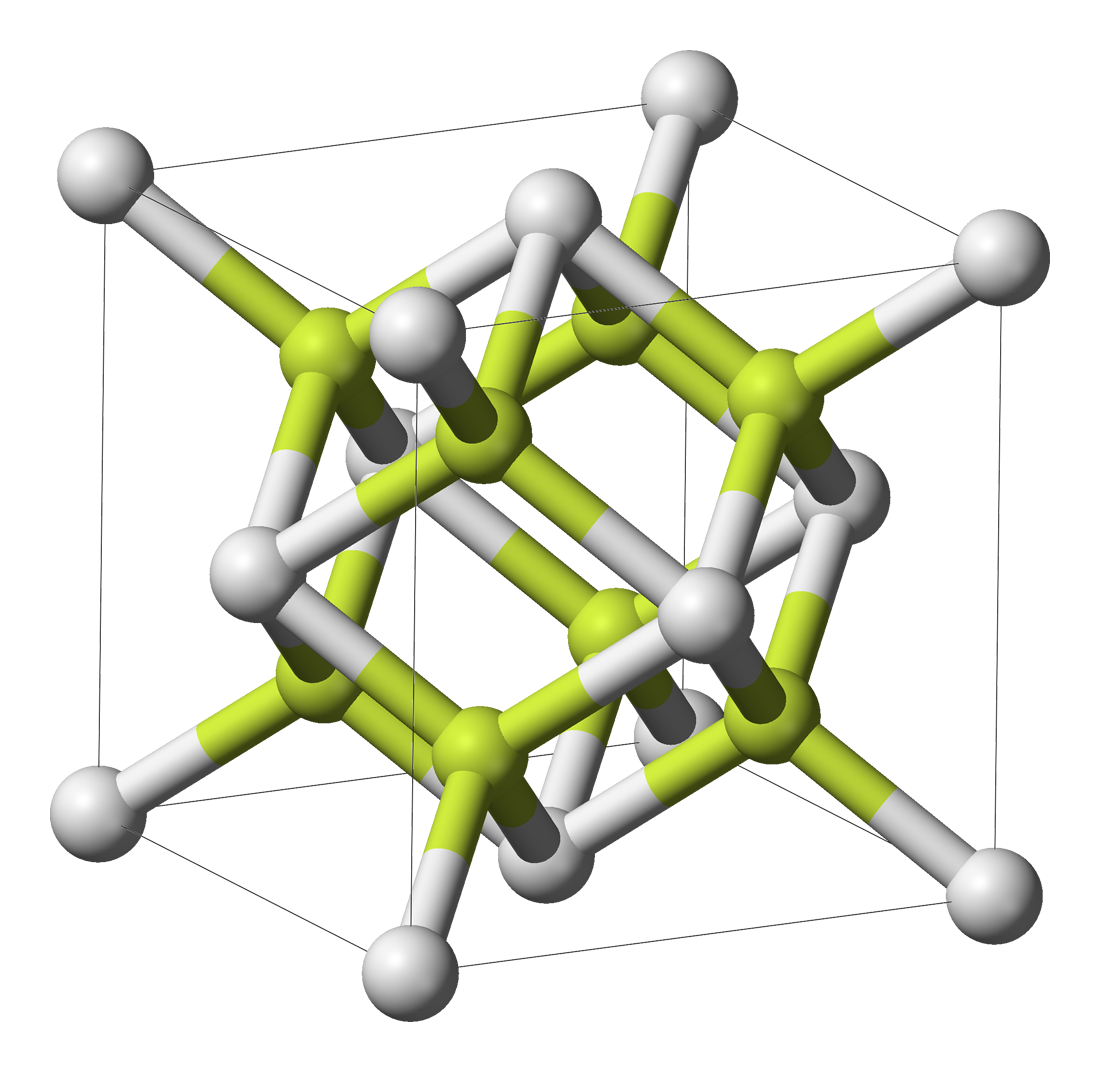
二酸化ポロニウム単位格子 Po:白; O:黄色

- ポロニウムとセレンの様々な濃度の半金属結合"合金", PoxSey
- ポロニウムとテルルの様々な濃度の半金属結合"合金", PoxTey

## Notes
1. ↑  ポーリングの電気陰性度を一貫して用いる。
2. ↑  ポロニウムのポスト遷移金属または半金属としての分類は論争中である。
3. ↑  ハロゲンは十分に陰性を持つ元素のため、ハロゲン間化合物はイオン結合や金属結合とはならず、プニクトゲン(第15族元素)はあまり陰性の元素ではないため、プニクトゲン間化合物はイオン結合や金属結合となる。